# MC Rage
MC Rage (rodno ime Ronnie Lee) njemački je producent i Happy hardcore MC iz Las Vegasa.
Postao je poznat u Nizozemskoj s pjesmom "Fuck Macarena" koja je bila parodija na poznati hit "Macarena" Los Del Ria. Nakon toga, on je objavio više pjesama i albuma, ali se ne mogu graditi na uspjeh pjesme "Fuck Macarena".

## Diskografija

### Pjesme
- 1996. - Fuck Macarena
- 1997. - Rave Machine
- 1998. - Santa Claus Is Hardcore
- 1998. - Two the Hard Way

Pjesma "Fuck Macarena" 21. prosinca 1996. u Nizozemskoj bila je na 8. mjestu u nizozemskoj glazbenoj ljestvici Dutchcharts.

### Albumi
- 2000. - Rage
- 2003. - Chains

## Vanjske poveznice
- MC Rage potpuna diskografija